# Presidente de la Corte Suprema de Canadá
El Presidente de la Corte Suprema de Canadá (en francés: juge en chef du Canada; en inglés: Chief Justice of Canada) es el juez que preside la Corte Suprema de Canadá, el órgano judicial de más alto rango en Canadá. Como tal, es el juez de mayor rango del sistema judicial canadiense. En virtud del Acta de la Corte Suprema, el presidente de la Corte Suprema es nombrado por la Corona en Consejo, es decir, por la Corona asesorada por el Primer Ministro y el Ministro de Justicia. El Presidente de la Corte Suprema ejerce sus funciones hasta que dimite, cumple 75 años, fallece o es destituido por causa justificada. Tradicionalmente, el nuevo Presidente de la Corte Suprema se elige de entre los magistrados titulares.
El Presidente de la Corte tiene una influencia significativa en las normas procesales de la Corte, preside los debates orales y dirige la discusión de los casos entre los jueces. El presidente de la Corte es también vicegobernador general, presidente de oficio del Consejo Judicial Canadiense y dirige el comité que selecciona a los galardonados con la Orden de Canadá. Además, el presidente de la Corte Suprema asume el papel de Administrador de Canadá y ejerce las funciones virreinales del Gobernador General en caso de fallecimiento, dimisión o incapacidad de éste.
Richard Wagner es el actual presidente de la Corte Suprema de Canadá desde 2017. Desde la creación de la Corte Suprema en 1875, 18 personas han ocupado el cargo. El primer presidente fue William Buell Richards; Beverley McLachlin es la presidenta canadiense que más tiempo ha ostentado el cargo (17 años y 341 días), y fue la primera mujer en ocuparlo.

## Nombramiento
El Presidente de la Corte Suprema es nombrado por el Gobernador en Consejo en virtud del Acta de la Corte Suprema, con el asesoramiento del Primer Ministro. El nombramiento está sujeto al Acta de la Corte Suprema, que regula la administración y el nombramiento de los jueces del tribunal. Según este componente de la Constitución de Canadá, los jueces nombrados para la corte deben ser «jueces de un tribunal superior de una provincia o abogados con al menos diez años de antigüedad en el colegio de abogados de una provincia».
La tradición dicta que el presidente sea nombrado de entre los jueces puisne de la Corte; en la historia de la Corte, sólo dos no lo fueron: William Buell Richards y Charles Fitzpatrick. También es costumbre que el nuevo presidente sea elegido alternativamente entre los tres jueces que por ley deben ser de Quebec (con su sistema de derecho civil) y los otros seis jueces del resto de Canadá (que representan la tradición del common law). Desde 1933, esta tradición sólo se ha roto una vez, cuando Brian Dickson, de Manitoba, fue nombrado para suceder a Bora Laskin, de Ontario, en 1984.

## Funciones
La función principal del Presidente es presidir las audiencias ante la Corte Suprema. El Presidente preside desde la silla central. En caso su  ausencia preside el Juez de Primera Instancia.

### Consejo Judicial
El presidente del preside el Consejo Judicial Canadiense, compuesto por todos los presidentes adjuntos de los tribunales superiores de Canadá. Este órgano, creado en 1971 por el Acta de la Magistratura, organiza seminarios para jueces de nombramiento federal, coordina el debate de cuestiones de interés para la judicatura y lleva a cabo investigaciones, ya sea por denuncia pública o a petición de un ministro de justicia o fiscal general federal o provincial, sobre la conducta de cualquier juez de nombramiento federal.

### Otras funciones
El presidente jura su cargo como miembro del Consejo Privado antes de prestar juramento judicial. El presidente de la Corte Suprema también forma parte del consejo asesor de la orden civil más alta de Canadá, la Orden de Canadá. En la práctica, sin embargo, el presidente de la Corte Suprema se abstiene de votar sobre la retirada de un candidato de la Orden, presumiblemente porque este proceso sólo se ha aplicado hasta ahora a personas condenadas en un tribunal inferior por un delito penal, y podría crear un conflicto de intereses para el Presidente si esa persona recurriera su condena ante la Corte Suprema.
En virtud del Acta de reajuste de las circunscripciones electorales, cada provincia tiene una comisión de tres personas encargada de modificar las circunscripciones federales de esa provincia. El presidente de cada una de estas comisiones es designado por el presidente de la Corte Suprema de la provincia; si el presidente de la Corte Suprema provincial no nombra a nadie, la responsabilidad recae en el presidente de la Corte Suprema de Canadá.

## Administrador de Canadá
El Acta Constitucional de 1867 establece que puede haber un «Administrador que ejerza por el momento el Gobierno de Canadá». Las Cartas Patentes de 1947 relativas al cargo de Gobernador General establecen que, en caso de fallecimiento, incapacidad o ausencia del país del Gobernador General durante un periodo superior a un mes, el presidente de la Corte Suprema o, si dicho cargo estuviera vacante, el Juez de mayor rango de la Corte Suprema, se convertirá en Administrador de Canadá y ejercerá todos los poderes y obligaciones del Gobernador General. Esto ha ocurrido en cuatro ocasiones: los presidentes de la Corte Suprema Lyman Duff y Robert Taschereau lo hicieron en 1940 y 1967 respectivamente, tras el fallecimiento del Gobernador General en funciones, al igual que Beverley McLachlin cuando el Gobernador General fue sometido a una intervención quirúrgica en 2005. Tras la dimisión de Julie Payette en enero de 2021, Richard Wagner ocupó el cargo de Administrador hasta el nombramiento de Mary Simon como Gobernadora General en julio del mismo año.
El Presidente de la Corte Suprema y los demás magistrados de la Corte actúan como adjuntos del Gobernador General a efectos de dar el Asentimiento Real a los proyectos de ley aprobados por el Parlamento, firmar documentos oficiales o recibir las credenciales de los altos comisionados y embajadores recién nombrados.

## Lista de presidentes
Desde la creación de la Corte Suprema en 1875, han ocupado el cargo de Presidente las 18 personas siguientes:
| Nombre (Provincia)                        | Inicio y término                                  | Duración          | Nombrado por consejo def |
| ----------------------------------------- | ------------------------------------------------- | ----------------- | ------------------------ |
| William Buell Richards (Ontario)          | 30 de septiembre de 1875 – 10 de enero de 1879    | 3 años, 102 días  | Mackenzie                |
| William Johnstone Ritchie (New Brunswick) | 11 de enero de 1879 - 25 de septiembre de 1892    | 13 años, 258 días | Macdonald                |
| Samuel Henry Strong (Ontario)             | 13 de diciembre de 1892 - 17 de noviembre de 1902 | 9 años, 339 días  | Thompson                 |
| Henri Elzéar Taschereau (Quebec)          | 21 de noviembre de 1902 - 1 de mayo de 1906       | 3 años, 161 días  | Laurier                  |
| Charles Fitzpatrick (Quebec)              | 4 de junio de 1906 - 20 de octubre de 1918        | 12 años, 138 días | Laurier                  |
| Louis Henry Davies (Prince Edward Island) | 23 de octubre de 1918 - 1 de mayo de 1924         | 5 años, 191 días  | Borden                   |
| Francis Alexander Anglin (Ontario)        | 16 de septiembre de 1924 - 27 de febrero de 1933  | 8 años, 164 días  | King                     |
| Lyman Duff (British Columbia)             | 17 de marzo de 1933 - 6 de enero de 1944          | 10 años, 295 días | Bennett                  |
| Thibaudeau Rinfret (Quebec)               | 8 de enero de 1944 - 21 de junio de 1954          | 10 años, 164 días | King                     |
| Patrick Kerwin (Ontario)                  | 1 de julio de 1954 - 2 de febrero de 1963         | 8 años, 216 días  | St. Laurent              |
| Robert Taschereau (Quebec)                | 22 de abril de 1963 - 31 de agosto de 1967        | 4 años, 131 días  | Pearson                  |
| John Robert Cartwright (Ontario)          | 1 de septiembre de 1967 - 22 de marzo de 1970     | 2 años, 202 días  | Pearson                  |
| Gérald Fauteux (Quebec)                   | 23 de marzo de 1970 - 22 de diciembre de 1973     | 3 años, 274 días  | P. Trudeau               |
| Bora Laskin (Ontario)                     | 27 de diciembre de 1973 - 26 de marzo de 1984     | 10 años, 90 días  | P. Trudeau               |
| Brian Dickson (Manitoba)                  | 18 de abril de 1984 - 29 de junio de 1990         | 6 años, 72 días   | P. Trudeau               |
| Antonio Lamer (Quebec)                    | 1 de julio de 1990 - 6 de enero de 2000           | 9 años, 189 días  | Mulroney                 |
| Beverley McLachlin (British Columbia)     | 7 de enero de 2000 - 14 de diciembre de 2017      | 17 años, 341 días | Chrétien                 |
| Richard Wagner (Quebec)                   | 18 de diciembre de 2017 – presente                | 5 años, 41 días   | J. Trudeau               |

Esta cronología gráfica muestra la duración del mandato de cada juez como presidente de la Corte Suprema: